# Diseño industrial

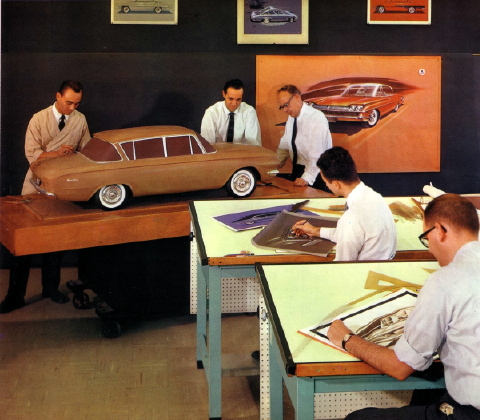
Diseñadores industriales con un prototipo de automóvil.

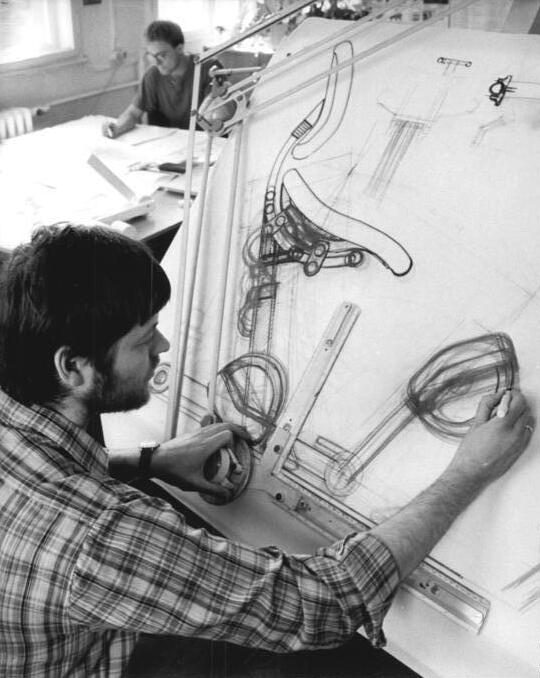
Diseñador industrial generando dibujo técnico a mano alzada.

El diseño industrial es una actividad proyectual de diseño de productos seriados o industriales, que podemos diferenciar en dos tipos: bienes de consumo y bienes de capital. Es una de las múltiples herramientas que busca mejorar las cualidades de los productos industriales, poniendo énfasis en la forma, función y uso con un enfoque prioritario hacia el usuario. El diseño industrial busca satisfacer las necesidades de los usuarios como principal objetivo. Aunque este énfasis y enfoque no lo limita, ya que también es de su incumbencia el ciclo de vida del producto, el uso racional de materiales y recursos en su manufactura, las relaciones socioculturales del objeto con su entorno social, entre otros muchos. Es empleado por la mercadotecnia como un instrumento que ayuda a posicionar los productos en el mercado, no solo a través de sus cualidades intrínsecas, sino además de los medios que permiten exhibirlo en el mercado ya sean estos stand de feria, envases, envolturas, las tiendas o puntos de ventas, solo por mencionar algunos.[cita requerida]
También se puede definir como una actividad creativa y técnica que consiste en idear un objeto para que sea producido en serie por medios industriales que busca mejorar los productos, comunicar y documentar ideas con un lenguaje sencillo y eficaz.
Como profesión, el diseño industrial la ejerce el diseñador industrial, el cual suele ser un profesional universitario.[cita requerida]
El diseño industrial es un campo fundamental en áreas tales como la industria automotriz, la industria electrónica o el sector del mueble, entre otras muchas. En este último caso, por ejemplo, el diseño industrial es esencial a la hora de poder crear mobiliario ergonómico, funcional y cómodo que permita que cualquier usuario no solo pueda hacer uso del mismo de forma sencilla, sino también que sea confortable.[cita requerida]
El diseño forma parte del desarrollo humano, con la aplicación de nociones de este, el hombre ha podido evolucionar y satisfacer sus necesidades. El surgimiento de la industria implicó la aparición de una nueva área de aplicación.[cita requerida]
Es posible diferenciar entre el verbo diseñar (el proceso de creación y desarrollo) y el sustantivo diseño (el resultado del proceso de diseñar). En la actualidad, el diseño industrial es una carrera universitaria en la mayoría de los países, en la cual se forma a especialistas en productos electrónicos, metalúrgicos, eléctricos, plásticos e industriales en general.[cita requerida]
Las matemáticas, la física, la tecnología de los procesos productivos, la tecnología de los materiales,  la geometría descriptiva, la antropología del diseño, el dibujo computarizado, la modelación digital, la sociología y la metodología, la innovación tecnológica, la composición o la expresión gráfica son algunas de las asignaturas que forman parte del plan de estudios de dicha carrera. Al término de esta, el estudiante adquiere los conocimientos necesarios para construir los artículos industriales que serán adaptables a las necesidades de su sociedad.[cita requerida]
El 29 de junio de 1957 se fundó oficialmente, en Londres, el Consejo Internacional de Sociedades de Diseñadores Industriales (ICSID). La organización se registró oficialmente en París, donde se estableció la Secretaría en 17 Quai Voltaire. Luego de numerosas estrategias y alianzas, el día 1 de enero del año 2017, el ICSID se convirtió oficialmente en la Organización Mundial del Diseño (WDO).
El diseño industrial es definido por la WDO como una actividad creativa que establece las cualidades polifacéticas de objetos, de procesos, de servicios y de sus sistemas en ciclos vitales enteros. El diseño es el factor central de la humanización innovadora de tecnologías y el factor crucial del intercambio económico y cultural.[cita requerida]
La WDO estableció el 29 de junio como el Día Mundial del Diseño Industrial.

## Campos de trabajo para el diseñador industrial
Las especializaciones en las que se pueden enfocar los diseñadores industriales son:[cita requerida]
- Diseño de producto
- Diseño asistido por ordenador
- Ingeniería de diseño
- Interiores y mobiliario
- Vehículos y componentes
- Diseño de estructuras metálicas
- Simulación de prototipos (mecánicos, eléctricos, automatizados, etcétera)
- Matricería y moldes
- Diseño experiencial
- Marketing estratégica y publicidad

Campo de trabajo:
- Industria automotriz
- Industria aeronáutica
- Ingeniería de manufactura
- Industria del mueble
- Maquinaria y equipo
- Agroindustria
- Productos electrodomésticos
- Productos de madera
- Productos de cerámica
- Productos de vidrio
- Productos de plástico
- Productos de transformación
- Industria de la moda.
- Joyería
- Industria del calzado
- Artes gráficas
- Industria juguetera
- Podrá participar en la investigación y desarrollo de productos.
- Agencias de publicidad, en el diseño de exposiciones, interiores, planeación de puntos de venta, etcétera.
- Despachos de arquitectos en el área de interiorismo y de espacios inteligentes
- Dar asesoría y consultorías.
- Dentro de una institución de enseñanza superior, participando en la formación de diseñadores capaces de desempeñarse en cualquiera de las áreas de la disciplina.
- Puede desempeñarse en el sector público, en el campo de la extensión, promoción y desarrollo de productos y servicios.

## Historia

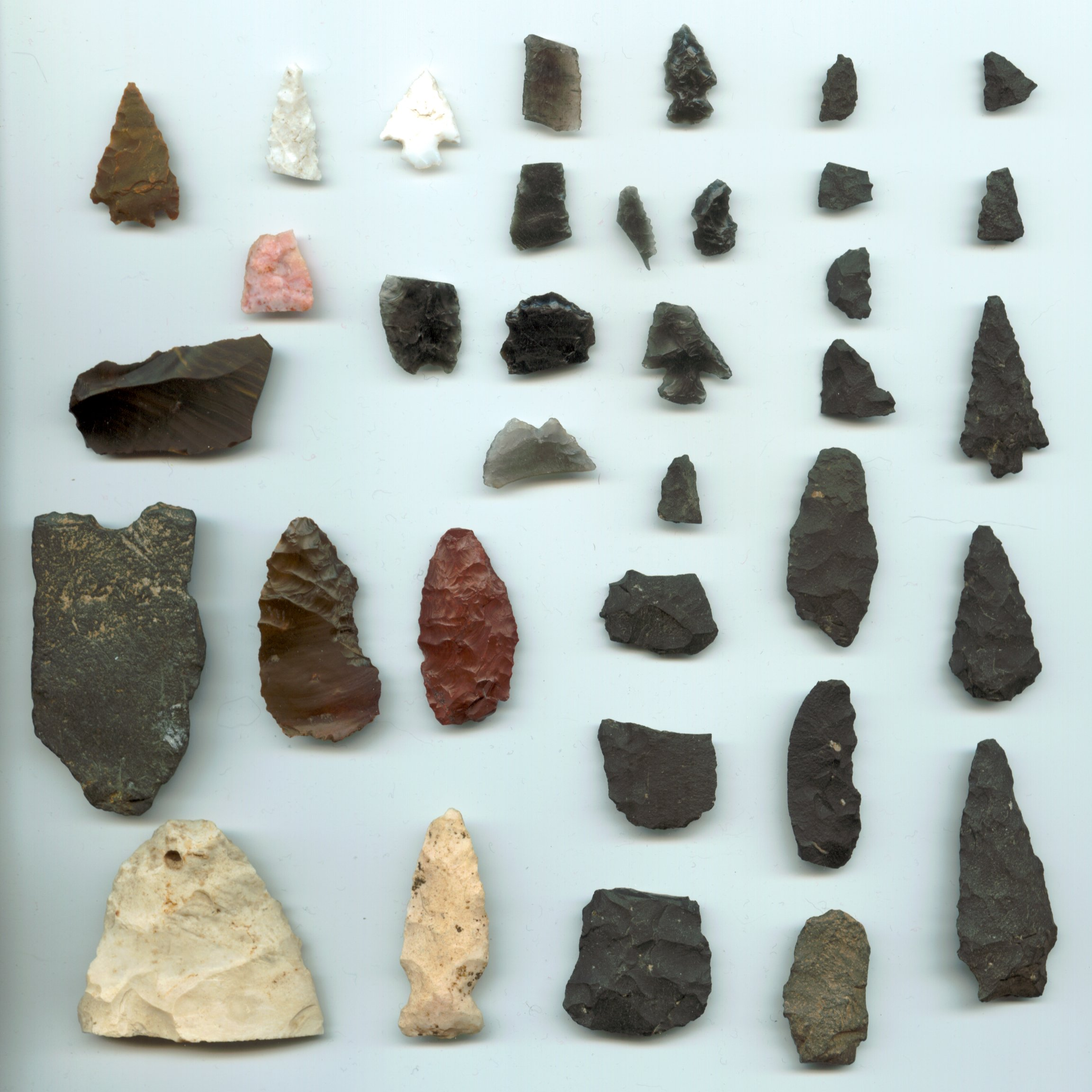
Cuchillos y otros objetos de la Edad de Piedra. Los primeros artefactos desarrollados por el ser humano eran herramientas que pretendían ser extensiones del cuerpo.

La creación de objetos materiales ha sido un universal histórico de todas las culturas humanas, cuya intención es ser extensiones del cuerpo y de la mente, siendo indisoluble la relación entre la evidencia material de artefactos y la evolución humana. No existe grupo humano que no elabore algún tipo de objeto material por rudimentario y primitivo que sea. 
Con el surgimiento de las sociedades humanas, la concepción y elaboración de los artefactos fue cayendo paulatinamente en determinados grupos sociales, los artesanos, quienes llegaron a guardar celosamente los secretos de sus oficios, consolidando gremios que les dieron poder y renombre social. Cerámicas, orfebrería, joyería, textiles, armas entre muchos otros objetos, fueron motivo de intercambios comerciales motivados en gran parte por los atributos únicos que solo los artesanos de determinada región del mundo podían darles. Ejemplos de esto son la porcelana china y las espadas de acero toledano.[cita requerida]
Los artesanos crearon objetos que no solo eran necesarios para la vida diaria, sino también bellos, funcionales y de gran calidad, pero a su vez de elevado costo y de difícil acceso para gran parte de la población.[cita requerida]

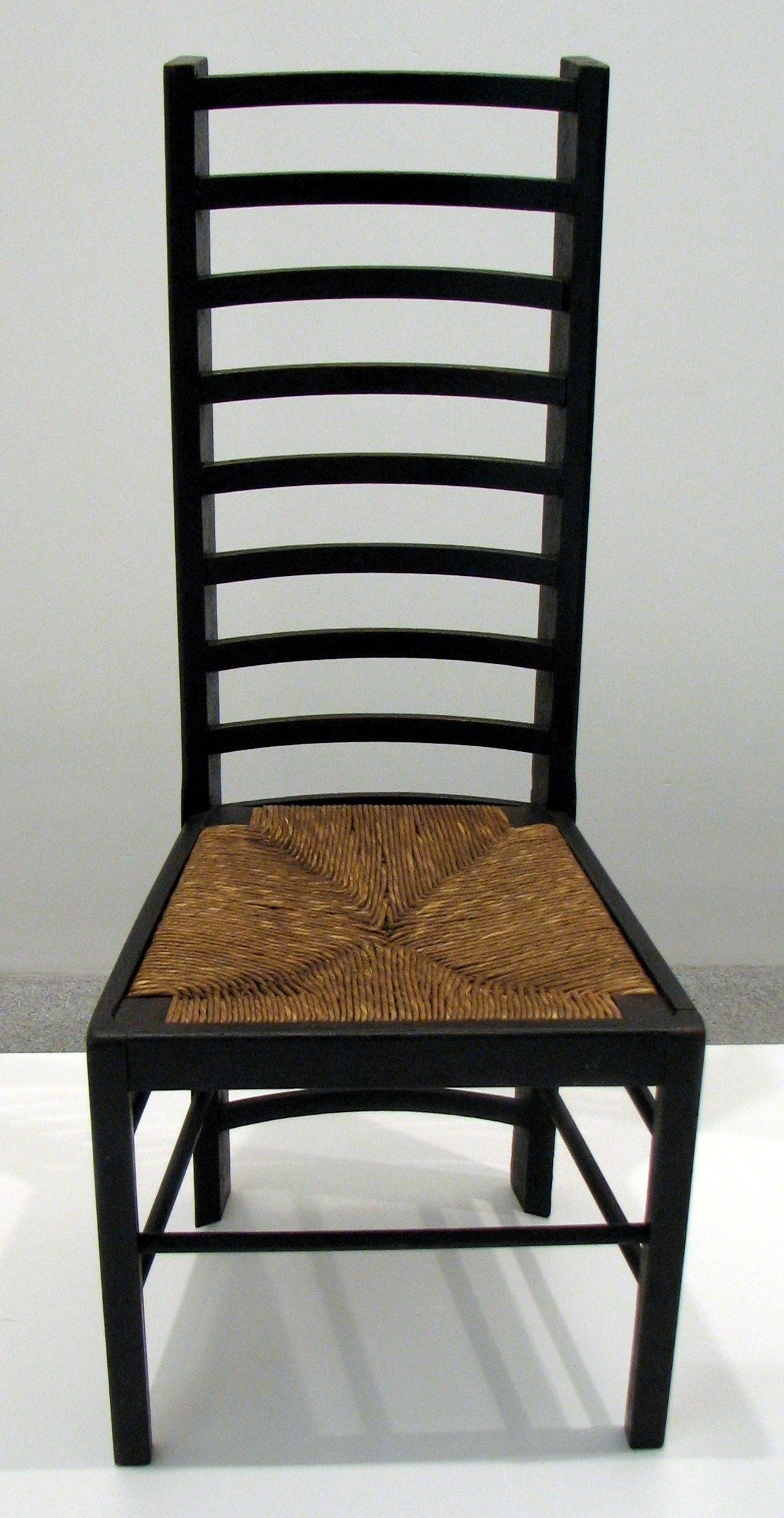
Silla diseñada por Charles Rennie Mackintosh. El Arts and Crafts fue un movimiento que se opuso a la más temprana producción industrial de muebles, porque la consideraba de mala calidad y con un desequilibrio entre la forma, la función y la decoración.

La revolución industrial comenzó a gestarse en Inglaterra a mediados del siglo XVIII y con la introducción sistemática de la máquina en el proceso de producción, comienza la mecanización del trabajo, en reemplazo del trabajo manual. Este nuevo sistema de producción separó las tareas de concepción de las de construcción. En un principio los creadores fueron artistas y artesanos con inventiva que tuvieron éxito debido a las favorables circunstancias económicas del momento y al uso de la máquina de vapor y electricidad.
Durante la primera mitad del siglo XIX los objetos fabricados por el nuevo sistema de producción no se caracterizaban precisamente por la calidad del diseño, lo que provocó cuestionamientos y críticas que hicieron eclosión con motivo de la Gran Exposición Internacional de 1851 en Londres. Allí se expusieron los avances de la tecnología de la época y todo lo que la técnica permitía producir, desde locomotoras y telares mecánicos hasta objetos de la vida cotidiana. La calidad de los objetos expuestos, que imitaban el aspecto de los hechos a mano, en general era mala. La producción industrial sacrificaba calidad y terminación por cantidad.
En el contexto de la crítica a la producción industrial, Henry Cole, un especialista en artes decorativas inició un movimiento para conciliar arte con industria. Editó una revista mensual llamada Journal of Design and Manufacturers que fue la primera publicación sobre diseño aplicado a la industria. El cuestionamiento de la producción industrial fue seguido por otras personalidades como John Ruskin y William Morris, ambos, inspiradores del movimiento Arts and Crafts.
El movimiento Arts and Crafts, planteó un retorno a la producción artesanal y al espíritu medieval como alternativa válida para recuperar el equilibrio entre artes y oficios. El movimiento intentó resucitar la artesanía y el diseño en la Inglaterra victoriana. Se caracterizó por materializar la unidad de la forma, la función y la decoración, un equilibrio que había sido roto como consecuencia del nuevo sistema de fabricación industrial. Al principio rechazó el uso de la máquina, y las formas tendieron a ser rústicas, simples y elegantes, en general sin ornamentación. La forma no ocultaba su función y en cambio evidenciaba su construcción, dejando a la vista clavos y clavijas formando diseños en las superficies de los muebles. La segunda generación de diseñadores del movimiento fue más superadora y aceptó plenamente la ayuda de la máquina. Si bien el Arts and Crafts logró revivir la artesanía, no pudo hacer lo mismo con el diseño aplicado a la industria, aunque el movimiento fue un paso significativo hacia la abstracción de la forma y el funcionalismo en el diseño industrial.

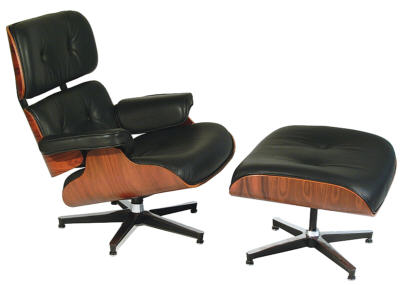
Clásico del diseño industrial, desarrollado por Charles Eames.

Se considera que la primera institución que impartió las bases del diseño industrial fue la Bauhaus (casa de construcción), una escuela alemana de arte, diseño y arquitectura fundada en 1919 bajo la dirección de Walter Gropius, la cual operó hasta 1933, siendo referente para cualquier otra escuela de Diseño.
En España, hasta la Guerra Civil, el diseño había sido solo objeto de estudio de unos pocos. El mayor avance en la materia se produjo en la década de 1950, gracias al esfuerzo de un grupo de arquitectos, como Carlos de Miguel, Luis Martínez-Feduchi, Javier Carvajal, Antoni Moragas o José Antonio Coderch, entre otros, que promovieron una serie de iniciativas con las que pretendían concienciar a la sociedad de la necesidad de un “buen diseño”. Entre ellas se encontraban la celebración de exposiciones y concursos, así como la creación de instituciones para el diseño industrial como SEDI e IDIB.
En la actualidad el diseño industrial se ha extendido por casi todo el mundo, con educación a nivel universitario. La mayoría de los países cuentan con organizaciones oficiales que promocionan el diseño. El proceso de diseñar un producto incluye además de los diseñadores industriales, ingenieros de producto, plásticos, metalurgia, eléctricos, electrónicos, sistemas, industriales y todos aquellos que sean requeridos acorde con los requisitos específicos del producto, así como de la empresa que ha de producir el artículo industrial.
Las actuales sociedades postmodernas se encuentran sumergidas en una inmensa cantidad de objetos consecuencia de la producción industrial seriada, desde sencillos empaques hasta automóviles. Estos objetos son estudiados y analizados por diseñadores industriales, quienes sintetizan la información proporcionada por estudios de mercado, de funciones, anatómicos, culturales, etcétera, para poder desarrollar y diseñar productos adecuados al mercado y sus expectativas.

## La protección del diseño industrial
En un sentido amplio, el derecho de los creadores de un diseño industrial, a ser los únicos en producirlo, venderlo, etc. se protege de dos formas: el derecho de autor y la propiedad industrial. Según la política de cada país, ambas protecciones pueden acumularse o no. Por ejemplo, en España se permite la acumulación mientras que en Francia no.[cita requerida]

### La protección como propiedad industrial
Es una protección más completa, pero de duración más reducida, pues según los convenios internacionales, como por ejemplo el Tratado sobre los Aspectos de Propiedad Intelectual relacionados con el Comercio (ADPIC), la duración mínima es de 10 años. La mayor parte de los países ofrece una duración máxima de 25 años. Para que un diseño industrial pueda ser protegido mediante propiedad industrial ha de cumplir una serie de requisitos, estando fijada por el ADPIC las condiciones de los requisitos. Así se suele pedir novedad y carácter singular. El primero de los requisitos es que no exista nada igual, mientras que el segundo establece que no exista nada parecido. Para la mayor parte de las legislaciones, el diseño no debe poseer una función técnica, sino que su objetivo debe ser únicamente la estética. En el caso de poseer una función técnica, se protegerá mediante una patente o un modelo de utilidad.[cita requerida]
Otro requisito no tan generalmente aceptado es el de visibilidad, es decir, que la parte donde se aporta el diseño se vea en el uso normal del producto.[cita requerida]

### La protección como derecho de autor
Para que un diseño industrial sea protegido mediante el derecho de autor, debe cumplir el requisito fundamental de originalidad. El deber de un diseñador industrial es el de satisfacer a cabalidad las necesidades de un usuario. La duración de esta protección suele durar toda la vida del creador del diseño industrial protegido, más una cantidad de años variable según la legislación local. Habitualmente es de 60-70 años.[cita requerida]

## Herramientas aplicadas en el diseño industrial

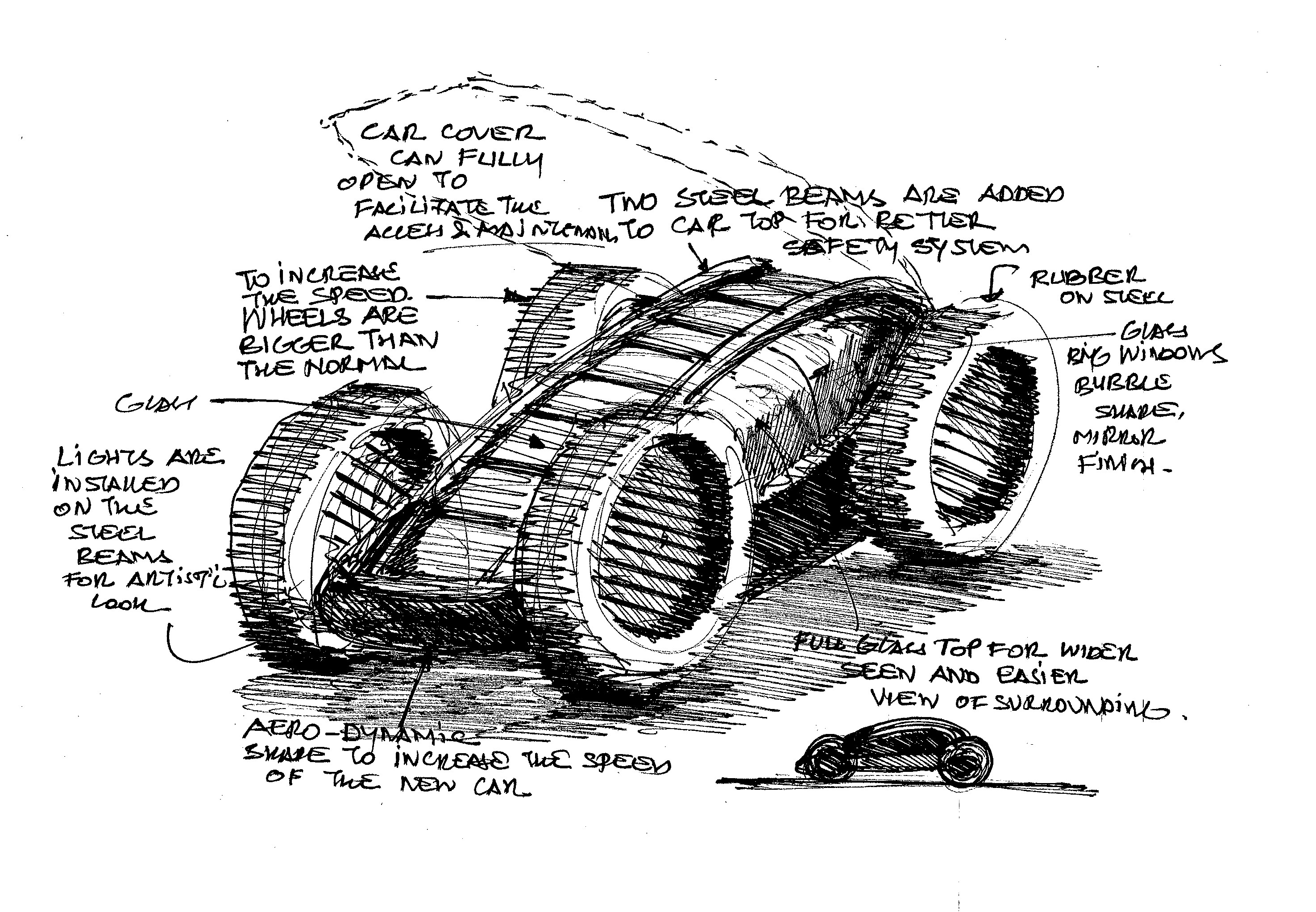
Dibujo de un proyecto de vehículo. Los diseñadores industriales desarrollan nuevos conceptos en productos y optimizan las prestaciones, funcionamiento, producción, sostenibilidad, venta y distribución, entre otras cualidades.

Desde el punto de vista sistémico, la principal salida del proceso de diseño es la comunicación de un concepto de diseño, el profesional del diseño requiere de herramientas que le permitan realizar esta comunicación, de la manera más clara posible para los receptores.[cita requerida]
Así pues, para el diseñador la herramienta más básica con la que cuenta es el dibujo, (razón que dio nombre a la profesión pues la palabra italiana para dibujo es Disegno) aun así el dibujo suele ser insuficiente en ocasiones para comunicar cabalmente el concepto de diseño, por lo cual se suele recurrir a la construcción de modelos y/o prototipos tridimensionales que le permitan mostrar y transmitir todas las ideas, formas o funcionalidades de su concepto de diseño. Es por ello que los diseñadores requieren una formación en artes plásticas, como un medio para la comunicación de sus conceptos de diseño. El desarrollo tecnológico ha conducido a la creación de herramientas que permiten realizar la comunicación de los conceptos de diseño en un tiempo menor, con menos recursos logrando una buena compresión del receptor. Entre estas herramientas tenemos el diseño asistido por computador, el renderizado, la impresión 3D, CNC, entre otros.[cita requerida]
Adicionalmente, existen herramientas estratégicas para la gestión de proyectos en el diseño industrial, como por ejemplo el "design thinking" (método que incluso se usa en educación). Esta estrategia consiste en analizar un problema de manera multidisciplinar. Sabemos que el papel del diseñador consiste en detectar problemas y generar soluciones para ellos, independientemente de que sea a través de un producto, un servicio o una experiencia; en este caso el "design thinking" es utilizado para poder examinar las causas del problema, como por ejemplo: la cultura, el contexto, la experiencia personal y los procesos de vida del individuo, como bien lo mencionan Maurício Vianna, Ysmar Vianna, Isabel K. Adler, Brenda Lucena y Beatriz Russo en su libro Design Thinking Business Innovation. Es preciso que el diseñador tenga en cuenta todos estos elementos y diferentes tipos de perspectivas al evaluar una problemática para poder llegar a soluciones prácticas y realmente eficientes.[cita requerida]